# Władysław Świtalski
Władysław Bronisław Świtalski (ur. 27 czerwca 1875 w Kąkolewie k. Leszna, zm. 9 lutego 1945 we Fromborku) – duchowny rzymskokatolicki, profesor teologii i filozofii, rektor Akademii Państwowej w Braniewie, Sługa Boży.  

## Życiorys

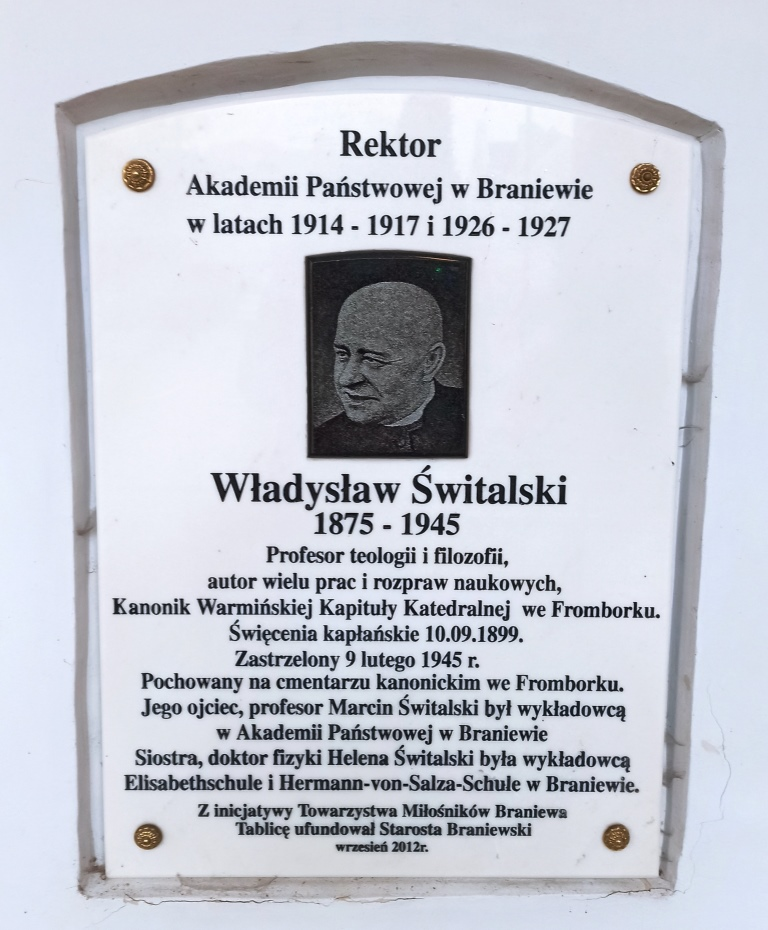
Tablica upamiętniająca rektora na ścianie dawnej Akademii w Braniewie

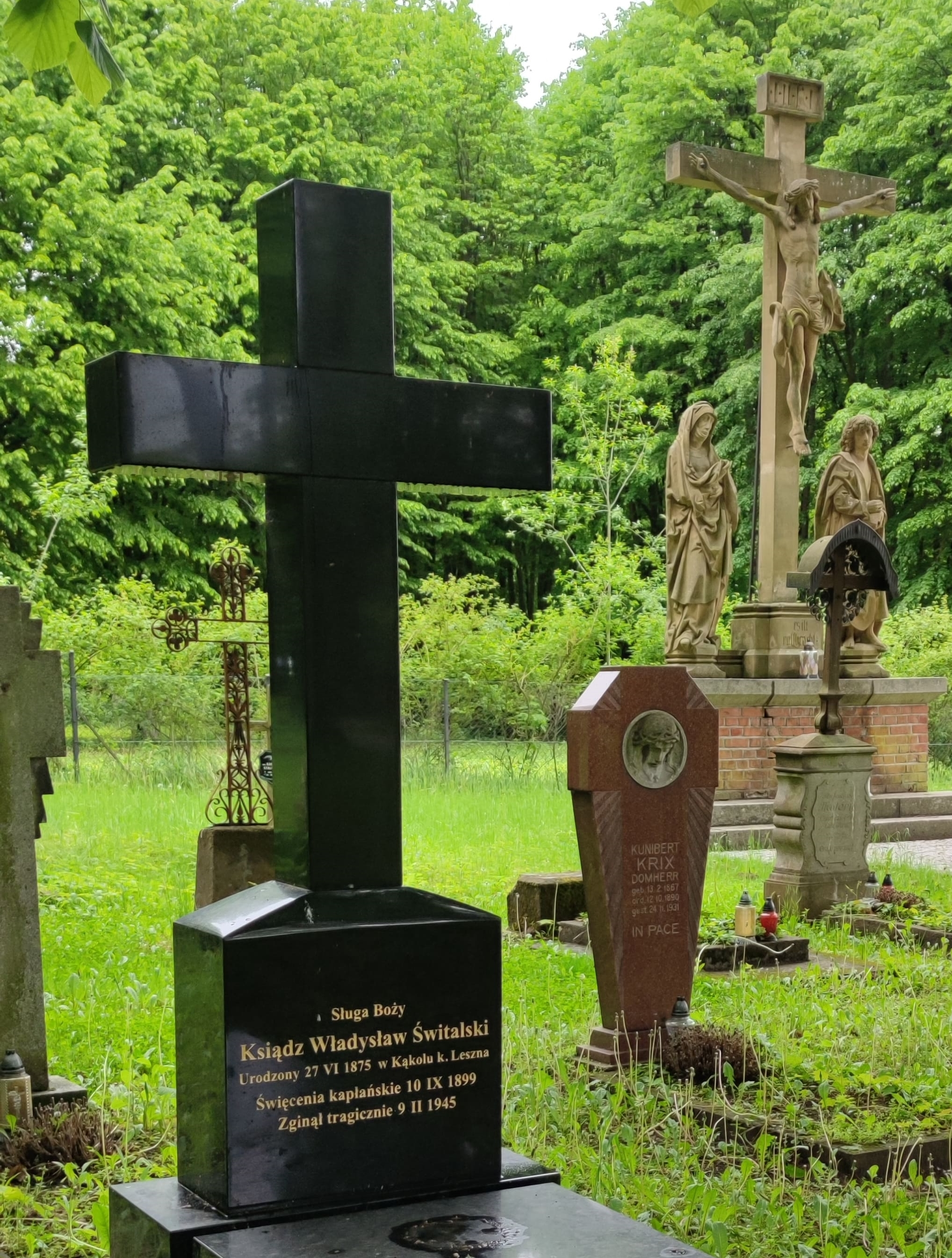
Nowy nagrobek (maj 2022) księdza Świtalskiego – z dopiskiem Sługa Boży

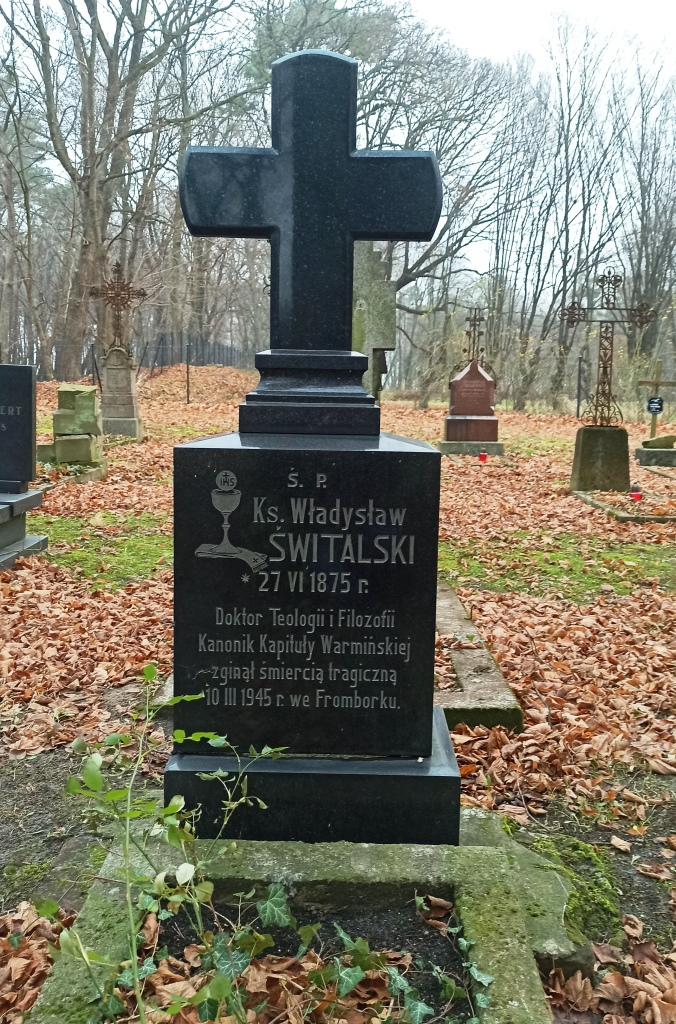
Nagrobek w l. 1995–2022 księdza Świtalskiego na cmentarzu kanoników we Fromborku (z błędną datą śmierci)

Urodził się 27 czerwca 1875 w Kąkolewie koło Leszna. Jego ojciec, Marcin Świtalski (1849–1929), był z wykształcenia matematykiem. W 1890 roku rodzina osiedliła się w Braniewie, gdy ojciec otrzymał posadę w królewskim gimnazjum w Braniewie (pracował jako nauczyciel matematyki i fizyki w gimnazjum, później też jako lektor języka polskiego w Liceum Hosianum). Z rodzicami przyjechały do Braniewa ich dzieci – Władysław i o jedenaście lat młodsza siostra Helena.  
Władysław Świtalski po uzyskaniu matury w braniewskim gimnazjum w 1893 roku rozpoczął studia teologiczne w Seminarium Duchownym (Liceum Hosianum) w Braniewie. Następnie w latach 1897–1899 studiował filozofię na Uniwersytecie w Monachium. Święcenia kapłańskie otrzymał 10 września 1899 i pracował przez pewien czas jako wikariusz w Olsztynie. W styczniu 1900 roku uzyskał tytuł doktora filozofii. W latach 1902–1903 kontynuował studia na Uniwersytecie we Wrocławiu. W 1903 roku został mianowany profesorem nadzwyczajnym, a w grudniu 1907 roku zwyczajnym na wydziale filozofii „Liceum Hosianum” w Braniewie, w którym pracował również jego ojciec. Władysław Świtalski wykładał filozofię i pedagogikę. Dwukrotnie pełnił funkcję rektora Państwowej Akademii w Braniewie (w latach 1914–1917 i 1926–1927). W roku akademickim 1922/23 zorganizował w Bonn Akademię św. Alberta Wielkiego, czyli Katolicki Instytut Filozoficzny. Był członkiem kilku towarzystw naukowych, należał m.in. do Kant-Gesellschaft oraz Warmińskiego Towarzystwa Historycznego.  
W 1923 otrzymał tytuł doktora honoris causa Wydziału Teologicznego Uniwersytetu w Bonn. W 1927 otrzymał profesurę Akademii Państwowej w Braniewie (taką nazwę nosiło wówczas Hosianum).   
W 1932 roku został mianowany kanonikiem kapituły we Fromborku. Otrzymał kanonię św. Stanisława, do której przeprowadził się z Braniewa w 1933. Wraz z nim zamieszkała w kanonii jego siostra Helena, doktor matematyki, wykładowca w braniewskich szkołach. Ich mieszkanie i ogród służą często jako miejsce opieki dla starych i schorowanych profesorów nauczycieli braniewskich szkół, m.in. historyk Hermann Hefele przebywał w ich kanonii do swojej śmierci. Ksiądz Świtalski pełnił funkcję kaznodziei katedralnego i ekonoma kapitulnego. W kurii biskupiej zajmował się sprawami katechetycznymi i żeńskimi klasztorami, był m.in. komisarzem do spraw zgromadzenia sióstr katarzynek w Braniewie.  
Podczas II wojny światowej opiekował się przebywającymi we Fromborku polskimi jeńcami wojennymi. Odprawiał dla nich po polsku nabożeństwa w katedrze w kaplicy św. Jerzego (tzw. kaplicy polskiej). Armia czerwona zajęła Frombork 8 lutego 1945. W dzień po rozpoczęciu okupacji rosyjskiej, 9 lutego 1945, został zamordowany – zastrzelony przez młodocianego rosyjskiego żołnierza w pobliżu budynku kanonii pw. św. Stanisława we Fromborku. Na chwilę przed śmiercią ks. Świtalski wziął do ręki różaniec i modlił się.   
Został pochowany dopiero po kilku dniach. Kanonik Anton Krause pochował go w swoim ogrodzie, w pobliżu miejsca śmierci, gdyż byli sąsiadami. Miejsce pochówku było potem przez wielu poszukiwane, zarówno przez księży, jak i mieszkańców, gdyż kanonik Krause wkrótce zmarł – 2 miesiące po ks. Świtalskim. Na początku lat 50. dwóm mieszkankom udało się odnaleźć miejsce pochówku i zwłoki księdza Świtalskiego. Zwłoki rozpoznano m.in. po charakterystycznym zimowym kożuchu kapłana. 9 maja 1955 z inicjatywy ojca Mariana Kubrychta, ówczesnego proboszcza katedry we Fromborku, ks. Augustyn Szarnowski wraz z ks. Józefem Łapotem i kanclerzem kurii ks. Franciszkiem Bryksem dokonali ekshumacji pospiesznie przy kanonii pochowanego księdza Świtalskiego, a następnie jego szczątki przeniesiono na cmentarz kapitulny we Fromborku.

## Proces beatyfikacyjny
15 września 2007 arcybiskup Wojciech Ziemba, metropolita warmiński, otworzył proces beatyfikacyjny dotyczący męczenników drugiej wojny światowej – ofiar hitleryzmu i komunizmu. Władysław Świtalski jest jednym z 46 męczenników warmińskich II wojny światowej. 5 listopada 2011 zakończył się diecezjalny etap procesu beatyfikacyjnego.

## Publikacje
- Des Chalcidius Kommentar Zu Plato's Timaeus Eine Historisch-Kritische Untersuchung, Münster 1902 (wyd. wznowione 2013)
- Die erkenntnistheoretische Bedeutung des Citats. Ein Beitrag zur Theorie des Autoritätsbeweises, Braunsberg wydawnictwo G. Riebensahm 1905
- Das deutsche Volkstum und die Vaterlandsliebe nach Fichtes Reden an die deutsche Nation: Rede zur Feier des Geburtstages Seiner Majestät des Kaisers und Königs Wilhelms II. am 27. Januar 1906 in der Aula des Königlichen Lyceums Hosianum zu Braunsberg gehalten, Braunsberg 1906.
- Das Leben der Seele : Eine Einführung in die Psychologie Bender, Braunsberg, 1907
- Der Wahrheitsbegriff des Pragmatismus nach William James; eine erkenntniskritische Studie,: Ostpr. Heyne, Braunsberg, 1910
- Vom Denken u. Erkennen Eine Einführung in das Studium der Philosophie, Kösel, Kempten, 1914, München 1924
- Zur Analyse des Subjektsbegriffs Eine logisch-psycholog. Studie Braunsberg (Ostpr.) 1914, Heynes Buchdruckerei
- Verzeichnis der Vorlesungen am Kgl. Lyceum Hosianum zu Braunsberg. 1914
- Verzeichnis der Vorlesungen an der Königlichen Akademie zu Braunsberg im Sommer-Semester 1915
- Verzeichnis der Vorlesungen an der Königlichen Akademie zu Braunsberg im WinterSemester 1915
- Der Wahrheitssinn: Ein Beitrag zur Psychologie des Erkennens, 1917
- Verzeichnis der Vorlesungen am Königl. Lyceum Hoseanum zu Braunsberg. 1917
- Die Idee als Gebilde und Gestaltungsprinzip des geistigen Lebens 1918
- Probleme der Erkenntnis : gesammelte Vorträge und Abhandlungen. 1-2, Münster 1923
- Kant und der Katholizismus : Vortrag, gehalten auf der Heidelberger Tagung der Görres-Gesellschaft am 29. September 1924, Aschendorffsche Verlagsbuchh., Münster in Westfalen, 1925
- Der neudeutsche Idealismus und die deutsche Bildung, 1926
- Die Philosophie, ihr Sinn und ihre Bedingheit, 1927
- Deuten und Erkennen : Ein Beitrag zur Wissenschaftslehre, Braunsberg 1928
- Geist und Gesinnung. 3 akademische Reden, Braunsberg 1928
- Verzeichnis der Vorlesungen an der Staatl. Akademie zu Braunsberg im Sommersemester 1932, Königsberg 1932
- Verzeichnis der Vorlesungen an der Staatl. Akademie zu Braunsberg im Sommersemester 1933, Braunsberg 1933